# Los Tuxtlas
La région de Los Tuxtlas, est l'une des 10 régions administratives de l'État de Veracruz, au Mexique, et est localisée dans sa partie sud-est. Riveraine du golfe du Mexique, elle est la plus petite des régions de cet État. Ces contours correspondent approximativement à la région volcanique du massif de la Sierra de los Tuxtlas.

## Géographie

Régions de Veracruz, la région de Los Tuxtlas porte de le n°9

La région de Los Tuxtlas est encadrée à l'est par la région Olmeca, et à l'ouest par la région Papaloapan, qui tire son nom du fleuve éponyme, dont un des affluents prend sa source dans le massif volcanique de la Sierra de los Tuxtlas. Elle couvre une superficie de 2947 km2 et était peuplé en 2010 de 304 033 habitants.
Elle est composée des municipalités de Catemaco, Hueyapan de Ocampo, San Andrés Tuxtla et Santiago Tuxtla.